# Bruno Masure

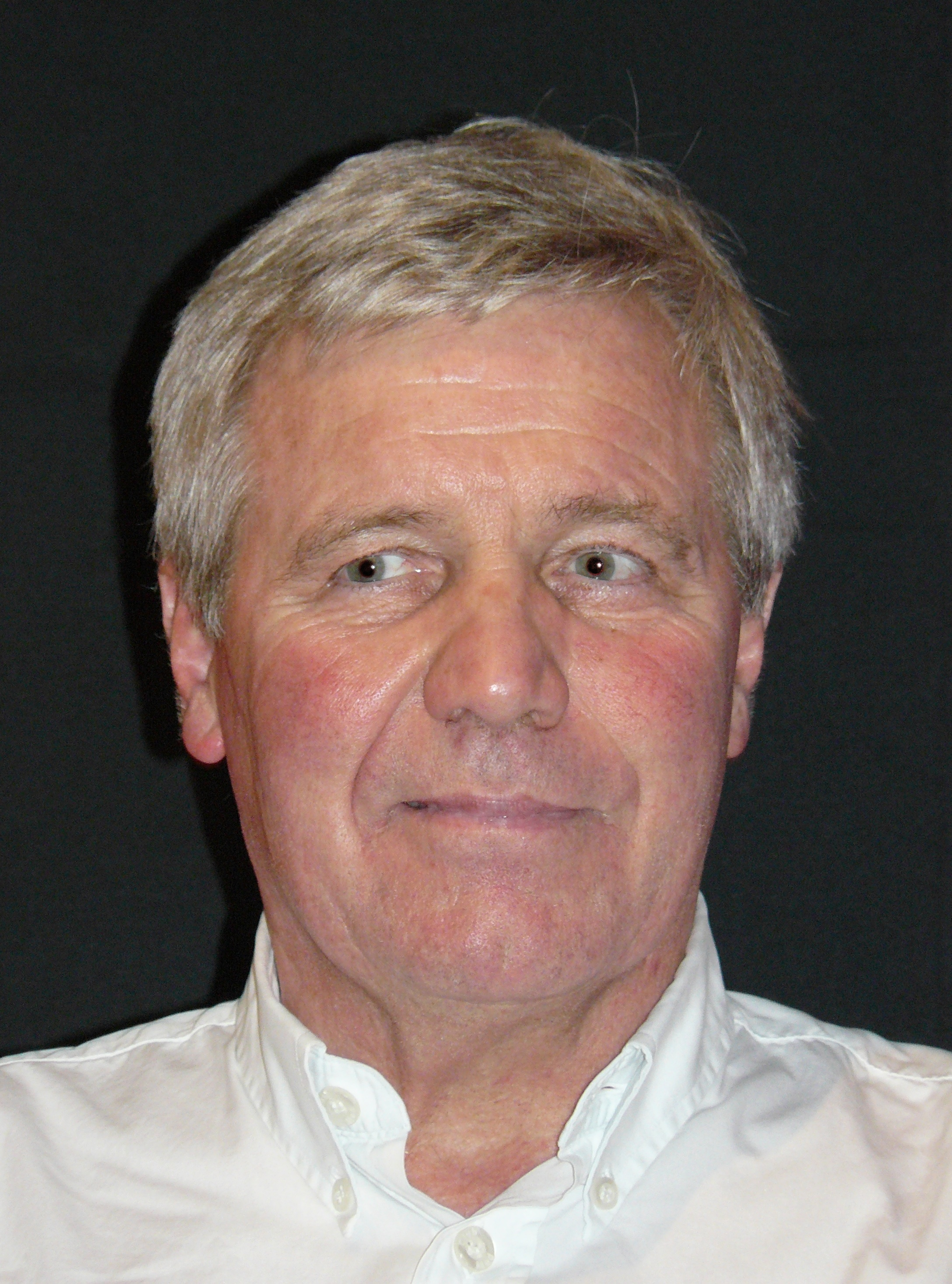
Bruno Masure (2009)

Bruno Masure (geboren am 14. Oktober 1947 in Lille) ist ein französischer Journalist, Nachrichtensprecher und Schriftsteller.

## Kindheit und Jugend
Masure besuchte die katholische Schule Saint-Pierre in Lille. Er studierte an der École supérieure de journalisme de Lille und besitzt Abschlüsse in Geschichte, Wirtschaftswissenschaft, Politik und Stadtplanung.

## Berufliche Tätigkeit
Nach einer Tätigkeit an der juristischen Fakultät der Universität Lille II absolvierte er ein Praktikum bei der überregionalen Tageszeitung Le Monde. Ab 1973 arbeitete er als Journalist in der politischen Abteilung des Hörfunksenders Radio Monte Carlo (RMC). 1975 wechselte er als Berichterstatter zum damals noch öffentlich-rechtlichen Fernsehprogramm TF1. In dieser Funktion begleitete er insbesondere 1981 den Wahlkampf François Mitterrands um die französische Präsidentschaft.
Von 1984 bis 1987 war Masure werktags Sprecher der 20-Uhr-Nachrichten Journal de 20 heures von TF1. Zwischen 1987 und 1990 präsentierte er dann an den Wochenenden die TF1-Nachrichten um 13 und um 20 Uhr. Am 10. November 1989 leitete er in diesem Rahmen eine Sondersendung zur Öffnung der Berliner Mauer, die auf dem Kanal von FFB auch in Berlin ausgestrahlt wurde.
Ab 1990 präsentierte Masure die entsprechende Nachrichtensendung Journal de 20 heures des öffentlich-rechtlich gebliebenen Senders Antenne 2 (seit 1992: France 2), wo er sich ab 1995 wöchentlich mit Daniel Bilalian abwechselte. Am 2. Oktober 1995 trat er dort letztmals als Nachrichtensprecher auf.
Auch an anderen Sendungen war Masure beteiligt. Ab 1993 führte er durch das Programm De quoi j’ai l’air ?, das kurze Reportagen wie auch Sketche präsentierte; auch war er Co-Moderator zahlreicher Wahlsendungen. Von 1999 bis 2003 gehörte er zu den Redakteuren von Michel Druckers sonntäglicher Vorabendsendung Vivement dimanche prochain bei France 2.
Seit 1987 veröffentlichte Masure Bücher, die sich insbesondere mit der Welt der Medien befassten. Von 2005 bis 2011 war er Journalist und Redakteur der Sendung Le Fou du roi des landesweit ausgestrahlten Hörfunkprogramms France Inter.

## Privatleben
Bruno Masure ist Atheist und bekennt sich offen zu seiner Bisexualität. Von seiner Ehefrau Cathy lebt er getrennt, ist aber weiterhin eng mit ihr befreundet.
Der kinderlose Katzenliebhaber wohnt im 12. Arrondissement von Paris.

## Auszeichnungen
In den Jahren 1988, 1990, 1993, 1995 und 1998 erhielt Masure den Fernsehpreis 7 d’or als bester französischer TV-Nachrichtenmoderator.

## Werke
- La télé rend fou... mais j’me soigne ! (1987)
- À pleins tubes (1989)
- Le Dictionnaire analphabétique (1990)
- Leurre de vérité (1993)
- Débloc-notes (1998)
- Chérie, pense à changer de millénaire (2000)
- Loft présidentiel (2002)
- Un dernier vers pour la route (2002)
- Le petit livre de Bruno Masure (2003)
- Comment se fait-ce ? (2004)
- Enquête sur mon assassinat (2006)
- Les Chats (2007)
- Journalistes à la niche ? : De Pompidou à Sarkozy, chronique des liaisons dangereuses entre médias et politiques (2009)
- Le Journal d’une curée de campagne (2011)
- La télé rend définitivement fou (2015)
- Élysée Academy (2017)